# Франк Лампард
Франк Джеймс Лампард, OBE (роден 20 юни 1978) е бивш английски професионален футболист, полузащитник, известен с изявите си за Челси и английския национален отбор. Известен е със своята работливост на терена, добър пас и страхотен завършващ удар. Лампард започва своята кариера в Уест Хям Юнайтед, където е играл и неговият баща Франк Лампард старши. По-късно преминава в Челси, където се превръща във водещ реализатор с 211 гола в 648 мача (Списък с всички голове за Челси) и печели всички турнири на клубно ниво. Част е от националния отбор на Англия от 1999 до 2014 г. като има записани 106 мача и 29 гола. На 3 февруари 2017 г. завършва кариерата си. Смятан е за един от най-добрите английски футболисти за всички времена.
Франк Лампард е офицер на Британската империя от 2015 г. заради приноса му към футбола.

## Клубна кариера

### Уест Хем
Лампард започва кариерата си в Уест Хем, присъединявайки към юношеските формации през 1994 г. Следващата година подписва и професионален договор с клуба. През октомври 1995 г. е пратен под наем в Суонзи. Дебютът си прави при победата с 2 – 0 срещу Брадфорд, а отбелязва първия си гол срещу Брайтън. Лампард записва 9 мача за Суонзи, след което се завръща в Уест Хем през януари 1996 г. Дебюта си за „чуковете“ прави в мача срещу Ковънтри в края на месеца. Въпреки това завършва сезона с резервите.
На следващата година Лампард чупи крака си срещу Астън Вила и пропуска сезон 1996/97. Първия си гол на Уест Хям отбелзва срещу Барнзли през сезон 1997/98. През следващия сезон помага много на отбора си да достигне до 5-ото място в Премиър Лийг. През сезон 1999/2000, Франки отбелязва 14 гола.
След уволнението на чичо му и баща му (мениджър и асистент-мениджър). Лампард преминава в Челси за сумата от 11 млн. паунда.

### Челси

#### 2001 – 2004
На 18 август 2001 г. Лампард прави дебюта си за Челси, в равенството 1 – 1 срещу Нюкасъл. Той взима участие във всички мачове за Челси през сезон 2001/02. В началото на сезон 2002/03, отбелязва победния гол за отбора си срещу Чарлтън.
През следващия сезон е избран за играч на месец септември и октомври. Челси завършва сезона на втора позиция и Франк е включен в отбора на сезона. С 10 гола в първенството и още 4 в Шампионска лига, Лампард остава втори след Тиери Анри в класацията „Играч на годината“.

#### 2004 – 2007
Лампард отново взима участие във всички 38 кръга от първенството за трети последователен сезон през 2004/05. Завършва сезона с 13 гола (19 във всички турнири) и 16 асистенции. През февруари 2004 г. Франк отбелзва победния гол срещу Саутхямптън в първенството. В следващия мач отбелзва двата гола при победата над градския съперник Тотнъм. През март 2005 г. отбелязва гол от далечно разстояние срещу Кристъл Палас. В осминафиналния сблъсък в Шампионска лига срещу Барселона Лампард отбелязва два при победата на лондончани с 4 – 2. На четвъртфинала срещу Байерн Мюнхен отбелзва 3 гола в двата мача и Челси продължава с общ резултат 6 – 5. Накрая на сезона в първенството Лампс е избран за Играч на сезона. Въпреки че Челси отпадат на полуфинала в Шампионска лига, те печелят Купата на лигата, където полузащитникът отбелязва 2 гола в 6 мача, единият от които е срещу Манчестър Юнайтед. Накрая на сезона е избран и за Играч на годината. Със страхотните си изяви през сезона във Висшата лига и Шампионска лига, Лампард отвърждава репутацията си на един от най-добрите полузащитници в света.
През сезон 2005/06, Франк отбелязва 16 гола в първенството, което е абсолютен рекорд за отбелязани голове от полузащитник. Той е включен в отбора на годината за Европа и заема втората позиция след Роналдиньо за Златната топка. На 28 декември 2005 г. е извън групата за мача срещу Манчестър Сити, с което приключва серията му от 164 последователни мача, в които взима участие. Лампард отбелязва 12 гола само за първите 4 месеца от сезон 2005/06. Той отбелзва по 2 гола в три мача от август до ноември, правейки Челси първия отбор започвал сезона със 7 победи. Той отново отбелязва 2 гола този път срещу Блекбърн. След мача мениджърът на сините Жозе Моуриньо обявява Лампард за „най-добрия играч на света“. Челси печелят първенството, Франк завършва като техен голмайстор с 16 попадения. В групите на Шампионска лига, Лампард бележи срещу Андерлехт. На 1/8-финалите срещу Барселона отново бележи, но Челси отпадат с общ резултат 3 – 2.
Заради контузия на Джон Тери, Лампард изкарва по-голямата част от сезон 2006/07, като капитан на тима. Отбелязва 7 гола в 8 мача. Вкарва и двата гола в дербито срещу Фулъм, а срещу Евертън отбелязва 77-ия си гол задминавайки Дениз Уайз като най-резултатен полузащитник на Челси. В групите на Шампионската лига, отбелязва гол от изключително малък ъгъл във вратата на Барселона. Лампард завършва сезона с 21 гола във всички турнири, от които 6 само във ФА къп. Отбелязва хеттрик в третия кръг от надпреварата срещу Макълсвийлд Таун, 2 гола срещу Тотнъм в 1/4-финала. Асистира на Дидие Дрогба за печелившия гол във финала срещу Манчестър Юнайтед, след мача Лампард обявява, че иска да остане в клуба завинаги.

#### 2007 – 2009
Сезон 2007/08 започва с контузия за играча и успява да запише само 40 мача, 24 от които в първенството, което е най-малко за него от сезон 1996/97. На 16 февруари 2008 г. Лампард става осмият играч на Челси успял да вкара 100 гола за клуба, това става при 3 – 1 над Хъдърсвийлд в петия кръг на ФА къп. В мач от Висшата лига срещу Ливърпул, той вкарва дузпа при равенството 1 – 1 на „Анфийлд“. Франк вкарва четири гола в разгрома с 6 – 1 над Дарби Каунти на 12 март. След това в Шампионската лига на 1/4-финал, той вкарва победния гол срещу Фенербахче в 87-ата минута Челси спечели с 3:2 общ резултат. На 30 април, седмица след смъртта на своята майка, Лампард решава да играе в реванша срещу Ливърпул на полуфинала в Шампионска лига. В 98-ата минута Челси получават дузпа, която Лампард реализира без никакво колебание. На финала срещу Манчестър Юнайтед, той вкарва изравнителния гол в 45-ата минута. Мачът завършва 1 – 1 след продължения и Челси в крайна сметка губи с 6 – 5 при изпълнението на дузпи. По-късно е избран за Полузащитник на годината.
На 13 август 2008 г. Лампард подписва нов петгодишен договор с Челси на стойност 39,2 млн. паунда, което го прави най-добре платеният футболист във Висшата лига. Започва сезон 2008/09 с 5 гола в 11 мача. Той вкарва 150-ия си гол за Челси срещу Манчестър Сити във Висшата лига. През октомври 2008 г. вкарва гол във вратата на Хъл Сити. На 2 ноември вкарва своя гол номер 100 във Висшата лига при победата с 5 – 0 над Съндърланд. Осемнадесет от стоте гола на Лампард са от дузпи. Избран е за играч на месеца за трети път в своята кариера.
След серия от мачове без гол, Лампард вкарва три гола в два мача, първият от които срещу Уест Бромич Албиън, а последните два срещу Фулъм. На 17 януари 2009 записва своя мач номер 400 с фланелката на Челси в мача срещу Стоук Сити, отбелязвайки победния гол в добавеното време. Той отново вкарва победен гол в добавеното време, този път срещу Уигън. След това в четвъртия кръг на ФА Къп, вкарва от пряк свободен удар срещу Ипсуич. Отбелязва два гола срещу Ливърпул във втория мач от 1/4-финалите на Шампионската лига, който завърва 4 – 4, но Челси продължава с общ резултат 7 – 5. Записва две асистенции в следващия мач срещу Арсенал за ФА Къп, който Челси печели с 2 – 1. Лампард завършва сезона с 20 гола и 19 асистенции. Това е четвъртият пореден сезон, в който той отбелязва 20 или повече попадения във всички турнири.

#### 2009 – 2010
Лампард започва сезон 2009/10 с гол срещу Манчестър Юнайтед за Къмюнити Шийлд. В мач от Шампионската лига срещу Атлетико Мадрид на 21 октомври 2009 г. отбелязва своя гол номер 153 за отбора, което го изкачва до 5-ата позиция при голмайсторите за всички времена. На 24 октомври 2009 г. бележи два гола при победата над Блекбърн Роувърс 5 – 0. На 30 октомври е номиниран за FIFA World Player Of The Year за шеста поредна година. След това вкарва дузпа срещу Болтън. Лампард вкарва решаващия гол срещу Портсмут. На 20 декември вкарва дузпа срещу бившия си клуб Уест Хем при равенството 1:1, но трябва да изпълнява дузпата три пъти поради това, че има играчи в полето, като вкарва всичките три. При победата на Челси със 7 – 2 срещу Съндърланд, Лампард вкара два гола. На 27 януари 2010 г. отново вкарва два гола при победата с 3 – 0 над Бирмингам Сити във Висшата лига. На 27 февруари Лампард за пореден път вкарва два гола, този път срещу Манчестър Сити, но въпреки това Челси губи мача с 4 – 2 у дома, за първи път от 38 мача. В 1/4 финала за ФА срещу Стоук Сити, вкарва гол и асистира за такъв на Джон Тери. На 27 март 2010 г., за втори път в кариерата си, Лампард отбелязва четири гола в един мач, този път срещу Астън Вила, отбелязвайки отново поне 20 гола във всички турнири за пети пореден сезон. Тези 4 гола го издигат на 3-то място при голмайсторите за клуба. Франк отново бележи при победата с 3:0, отново над Астън Вила, в 1/2-финал за ФА къп. Лампард достига 20 гола в Премиър Лийг за първи път, чрез два гола срещу Стоук Сити при 7 – 0. На 2 май бележи срещу Ливърпул, за да даде на Челси жизненоважни три точки, които ги поставят на върха в класирането с една точка преднина. Той вкарва един и асистира други два в последния мач за сезон, когато Челси разгромяват Уигън с 8 – 0 на „Стамфорд Бридж“ и печелят първенството. Лампард завършва сезона с изключителните 27 гола във всички турнири.

#### 2010 – 2011
Сезон 2010/11 Лампард започва като неизменна част от отбора, както обикновено. След мача срещу Стоук Сити през август 2010 г., бива опериран от херния. Преди завръщането си на тренировка отново получава контузия и остава извън игра до декември. След 4 месеца се завръща в мача срещу Тотнъм на 12 декември. На 2 януари 2011 г. Лампард вкарва дузпа при равенството 3 – 3 срещу Астън Вила, първи след завръщането си от контузия. На 9 януари Лампс отбелязва два гола и асистира за един при победата със 7 – 0 срещу Ипсуич за ФА Къп, достигайки 201 гола в клубната си кариера.
На 1 февруари реализира дузпа срещу Съндърланд. В 1/8-финалите на Шампионска лига асистира на Никола Анелка при победата над Копенхаген. На 1 март бележи победния гол срещу Манчестър Юнайтед, който запазва надеждите за титла. В следващия мач вкарва два гола на Блекпуул и асистира на Джон Тери. През април 2011 г. Лампард отбелязва 11-ия си гол за сезона при победата с 3 – 0 над Уест Хям. Той отново вкарва на Манчестър Юнайтед, но Челси губи мача с 2 – 1, което слага край на шансовете за титла.

#### 2011 – 2012
В третия мач от сезона, Лампард вкарва първия си гол и асистира на Жозе Босингва при победата с 3 – 1 над Норич Сити. След като не взима участие при 4 – 1 срещу Суонзи на 24 септември, Франк се завръща в стартовия състав в мач срещу Валенсия в Шампионска лига и отбелязва гол. Футболистът продължава своята отлична форма чрез своя пети хеттрик за клуба на 2 октомври при 5 – 1 над Болтън. В единадесетия кръг на Висшата лига, Лампард отбелязва единствения гол в мача срещу Блекбърн. След като започва на резервната скамейка срещу Манчестър Сити, през второто полувреме влиза в игра и отбелязва победния гол от дузпа. Лампард отново доказва, че може да бележи в решителни моменти, след като се разписва в 89-а минута срещу Уулвс.
На 25 февруари 2012 г. Лампард вкарва десетия си гол за сезона при победата с 3 – 0 срещу Болтън и става единственият играч, който вкарва най-малко 10 гола в девет последователни сезона във Висшата лига.
Единадесет дни след уволнението на мениджъра Андре Вияш-Боаш, в реванша срещу Наполи от 1/8-финалите на Шампионската лига, Лампард помага на Челси да направи забележително завръщане, след 3 – 1 в първия мач, асистира на Джон Тери от корнер за втория гол, а след това изравнява общия резултат от дузпа. Победата за Челси донася Бранислав Иванович с гол в продълженията. В реванша на 1/4-финалите на ШЛ срещу Бенфика, Лампард реализира дузпа. Челси продължава напред с общ резултат 3 – 1. На 9 април 2012 г. той отбелязва своя гол номер 150 във Висшата лига срещу Фулъм при равенството 1 – 1.
В полуфинала на ФА Къп Челси побеждава Тотнъм с 5 – 1, в мач, който ще бъде запомнен със скандален гол „фантом“ на Хуан Мата. Лампард асистира на Дидие Дрогба за първия гол и вкарва четвъртия гол за „сините“ от пряк свободен удар.
Франки е в основата на полуфиналите в Шампионската лига срещу Барселона. В първия мач на „Стамфорд Бридж“, Лампард отнема топката от Лионел Меси, след това подава на Рамиреш, който асистира на Дрогба за единствения гол в мача. В реванша на „Камп Ноу“ Лампард повежда Челси с капитанската лента, след като Тери е изгонен в началото на мача. Разултатът е 2 – 0 за Барса точно преди почивката, Лампард асистира на Рамирес, който изравнява общия резултат (2 – 2). Фернандо Торес реализира гол в добавеното време и Челси достига финал за втори път в своята история.
Във финала на ФА къп, Лампс асистира за победния гол на Дидие Дрогба и Челси печели трофея.
Лампард извежда с капитанската лента Челси във финала на Шампионска лига, поради наказанието на Джон Тери. В този мач Челси са смятани за аутсайдери. След като мачът завършва 1 – 1 в редовното време се стига до изпълнение на дузпи. Франк реализира своята по безапелационен начин. Челси спечели отличието за пръв път в своята история. Лампард вдигна трофея заедно с капитана на клуба Джон Тери.
Играчът завършва сезон 2011/12 като голмайстор на клуба с 16 гола във всички турнири и 10 асистенции.

#### 2012 – 2013
Лампард пропуска Евро 2012 заради контузия в бедрото, но изиграва всички мачове от пресезонната подготова на Челси. Записвайки 2 гола в тези мачове, по един срещу MLS All Stars и Брайтън. В първия мач на Челси за новата кампания, Лампс реализира дузпа, спечелена от Еден Азар. Във втория мач на Челси за сезона, той отново реализира дузпа, спечелена отново от Еден Азар. На 6 октомври вкарва третия си гол за сезона при успеха с 4 – 1 срещу Норич Сити. Играчът ознаменува своя мач номер 500 за клуба с гол при победата с 8 – 0 над Астън Вила. На 30 декември 2012 г., Лампард вкарва 2 гола срещу Евертън и остава на 1 гол след втория Кери Диксън в класацията на голмайсторите за клуба.
В третия кръг на ФА Къп Лампард влиза като смяна през второто полувреме и вкарва от дузпа срещу Саутхемптън. С този гол той се изравнява с Кери Диксън като вторият най-добър голмайстор за Челси със 193 гола.
На 6 януари 2013 г., агентът на играча Стив Кътнер обявява, че клиентът му няма да подпише нов договор с Челси и сигурно ще напусне клуба през лятото.
На 12 януари 2013 г., Лампард реализира дузпа спечелена от Хуан Мата и излиза еднолично на втората позиция при голмайсторите на Челси със 194 попадения.
На 11 май 2013 г., Лампард вкарва два гола във Висшата лига при обрата срещу Астън Вила на стадион „Вила Парк“ в Бирмингам. С тях той успява да изпревари Боби Тамблинг по реализирани голове за клуба и с това става най-резултатният играч на Челси за всички времена.

## Национална кариера
Лампард е извикан за първи път в националния отбор на Англия от селекционера на младежкия отбор Питър Тейлър. Дебютът му за отбора под 21 г. идва на 13 ноември 1997 г. в мач срещу Гърция. Играе за младежката формация от 1997 до 2000 г. където отбелязва 9 гола.
За мъжкия национален отбор прави дебюта си на 10 октомври 1999 г. в приятелска среща срещу Белгия. На 20 август 2003 г. Франк отбелязва и първия си гол срещу Хърватия.

### Евро 2004
Включен е в състава на Англия за Европейкото първенство. Англия достига 1/4-финалите, Лампс отбелязва 3 гола в 4 мача. В груповата фаза вкарва на Франция и Хърватия, а на 1/4-финала се отчита с 2 гола при равенството 2 – 2 с Португалия. По-късно е включен в отбора на турнира.

### Световно първенство 2006
В първия мач на Англия в групите, Лампард бива избран за „Играч на мача“. Въпреки че взима участие във всички мачове на Англия в турнира, той не успява да отбележи гол. Англия отпада на 1/4-финалите от Португалия, а Лампард е един от тримата играчи, които изпускат дузпи за отбора, заедно със Стивън Джерард и Джейми Карагър.

### 2007 – 2009
Лампард бележи при загубата на Англия от Германия с 1 – 2 на „новия“ Уембли. Бива освиркван от английските фенове, когато влиза като смяна в мача срещу Естония на 13 октомври 2007 г. Англия не успява да се класира на Евро 2008, а Франк се отчита само с 1 попадение в квалификациите. През март 2009 г. Лампард отбелязва гол, за пръв път от 2 години за националния отбор, и асистира на Уейн Рууни за друг. На 9 септември отбелязва 2 гола при победата на Англия срещу Хърватия с 5 – 1, с която „трите лъва“ се класират за Световното първенство през 2010 г.

### Световното първенство 2010
На 1/8-финалите на Световното първенство 2010 г. срещу Германия, изстрел на Лампард среща напречната греда и топката тупка на гол линията, повторения показват, че топката преминава гол линия, но съдията отменя гола. През второто полувреме на мача, Франк отново уцелва гредата, но този път от пряк свободен удар. Мачът завършва 4 – 1 в полза на Германия и Англия напуска турнира.

### Евро 2012
На 8 февруари 2011 г. Лампард извежда Англия с капитанската лента срещу Дания в приятелска среща. В квалификациите за Евро 2012, той отбелязва два гола и двата от дузпи. Първият срещу Уелс при 2 – 0, а другият срещу Швейцария при равенството 2 – 2. През ноември 2011 г. Лампс отново е капитан на Англия в приятелска среща срещу Испания, където отбелязва гол. На 31 май 2012 г. Лампард получава контузия, която го вади от състава на Англия за европейкото първенство, и бива заменен от Джордан Хендерсън.

### Световно първенство 2014
В първия мач на Англия в квалификациите за Световното първенство 2014, Лампард отбелязва 2 гола при разгрома срещу Mолдова с 5 – 0. Първият от дузпа, вторият след центриране на Глен Джонсън.
В мач срещу Украйна отбелязва своя 26-и гол, изравнявайки се с Браян Робсън.

## Статистика

### Клубна кариера
| Клуб              | Сезон             | Първенство | Първенство | Купа1  | Купа1  | Континентални турнири2 | Континентални турнири2 | Други Турнири3 | Други Турнири3 | Общо   | Общо   |
| Клуб              | Сезон             | Мачове     | Голове     | Мачове | Голове | Мачове                 | Голове                 | Мачове         | Голове         | Мачове | Голове |
| ----------------- | ----------------- | ---------- | ---------- | ------ | ------ | ---------------------- | ---------------------- | -------------- | -------------- | ------ | ------ |
| Суонзи            | 1995 – 96         | 9          | 1          | 0      | 0      | 0                      | 0                      | 0              | 0              | 9      | 1      |
| Суонзи            | Общо              | 9          | 1          | 0      | 0      | 0                      | 0                      | 0              | 0              | 9      | 1      |
| Уест Хям          | 1995 – 96         | 2          | 0          | 0      | 0      | 0                      | 0                      | 0              | 0              | 2      | 0      |
| Уест Хям          | 1996 – 97         | 13         | 0          | 3      | 0      | 0                      | 0                      | 0              | 0              | 16     | 0      |
| Уест Хям          | 1997 – 98         | 31         | 5          | 11     | 5      | 0                      | 0                      | 0              | 0              | 42     | 10     |
| Уест Хям          | 1998 – 99         | 38         | 5          | 3      | 1      | 0                      | 0                      | 0              | 0              | 41     | 6      |
| Уест Хям          | 1999 – 00         | 34         | 7          | 5      | 3      | 10                     | 4                      | 0              | 0              | 49     | 14     |
| Уест Хям          | 2000 – 01         | 30         | 7          | 7      | 2      | 0                      | 0                      | 0              | 0              | 37     | 9      |
| Уест Хям          | Общо              | 148        | 24         | 29     | 11     | 10                     | 4                      | 0              | 0              | 187    | 39     |
| Челси             | 2001 – 02         | 37         | 5          | 12     | 1      | 4                      | 1                      | 0              | 0              | 53     | 7      |
| Челси             | 2002 – 03         | 38         | 6          | 8      | 1      | 2                      | 1                      | 0              | 0              | 48     | 8      |
| Челси             | 2003 – 04         | 38         | 10         | 6      | 1      | 14                     | 4                      | 0              | 0              | 58     | 15     |
| Челси             | 2004 – 05         | 38         | 13         | 8      | 2      | 12                     | 4                      | 0              | 0              | 58     | 19     |
| Челси             | 2005 – 06         | 35         | 16         | 6      | 2      | 8                      | 2                      | 1              | 0              | 50     | 20     |
| Челси             | 2006 – 07         | 37         | 11         | 13     | 9      | 11                     | 1                      | 1              | 0              | 62     | 21     |
| Челси             | 2007 – 08         | 24         | 10         | 4      | 6      | 11                     | 4                      | 1              | 0              | 40     | 20     |
| Челси             | 2008 – 09         | 37         | 12         | 9      | 5      | 11                     | 3                      | 0              | 0              | 57     | 20     |
| Челси             | 2009 – 10         | 36         | 22         | 7      | 3      | 7                      | 1                      | 1              | 1              | 51     | 27     |
| Челси             | 2010 – 11         | 24         | 10         | 3      | 3      | 4                      | 0                      | 1              | 0              | 32     | 13     |
| Челси             | 2011 – 12         | 30         | 11         | 7      | 2      | 12                     | 3                      | 0              | 0              | 49     | 16     |
| Челси             | 2012 – 13         | 29         | 15         | 7      | 2      | 10                     | 0                      | 4              | 0              | 50     | 17     |
| Челси             | 2013 – 14         | 26         | 6          | 2      | 1      | 11                     | 1                      | 1              | 0              | 40     | 8      |
| Челси             | Общо              | 429        | 147        | 92     | 38     | 117                    | 25                     | 10             | 1              | 648    | 211    |
| Манчестър Сити    | 2014 – 15         | 32         | 6          | 3      | 2      | 3                      | 0                      | 0              | 0              | 38     | 8      |
| Манчестър Сити    | Общо              | 32         | 6          | 3      | 2      | 3                      | 0                      | 0              | 0              | 38     | 8      |
| Ню Йорк Сити      | 2015              | 10         | 3          | 0      | 0      | 0                      | 0                      | 0              | 0              | 10     | 3      |
| Ню Йорк Сити      | 2016              | 19         | 12         | 0      | 0      | 0                      | 0                      | 2              | 0              | 21     | 12     |
| Ню Йорк Сити      | Общо              | 29         | 15         | 0      | 0      | 0                      | 0                      | 2              | 0              | 31     | 15     |
| Общо за кариерата | Общо за кариерата | 647        | 193        | 124    | 51     | 130                    | 29                     | 12             | 1              | 913    | 274    |

1Купите включват ФА Къп и Лига Къп

2Континенталните турнири включват Шампионска лига, Лига Европа и Купа Интертото

3Други турнири включват Къмюнити Шийлд, Суперкупа на Европа и Световно клубно първенство и плейофи в MLS

### Национален отбор
| Англия | Англия | Англия |
| Година | Мачове | Голове |
| ------ | ------ | ------ |
| 1999   | 1      | 0      |
| 2000   | 0      | 0      |
| 2001   | 3      | 0      |
| 2002   | 3      | 0      |
| 2003   | 9      | 1      |
| 2004   | 13     | 6      |
| 2005   | 9      | 3      |
| 2006   | 13     | 2      |
| 2007   | 9      | 2      |
| 2008   | 6      | 0      |
| 2009   | 10     | 6      |
| 2010   | 7      | 0      |
| 2011   | 7      | 3      |
| 2012   | 3      | 3      |
| 2013   | 10     | 3      |
| 2014   | 3      | 0      |
| Общо   | 106    | 29     |

### Голов коефициент
| Общо за кариерата | Общо за кариерата | Общо за кариерата | Общо за кариерата |
| Отбор             | Мачове            | Голове            | Голове на мач     |
| ----------------- | ----------------- | ----------------- | ----------------- |
| Клубни отбори     | 913               | 274               | 0,3               |
| Англия            | 106               | 029               | 0,27              |
| Общо              | 1019              | 303               | 0,3               |

## Отличия

### Уест Хем
- Купа Интертото – 1 (1999)

### Челси
- Шампионска лига – 1 (2012)
- Лига Европа – 1 (2013)
- Английска висша лига – 3 (2005, 2006, 2010)
- ФА Къп – 4 (2007, 2009, 2010, 2012)
- Купа на лигата – 2 (2005, 2007)
- Къмюнити Шийлд – 2 (2005, 2009)

### Индивидуални
- Полузащитник на годината на УЕФА – 1 (2008)
- Английски футболист на годината – 2 (2004, 2005)
- Футболист на годината във Висшата лига – 2 (2005, 2006)
- Футболист на годината на ПФА – 1 (2005)
- Футболист на годината на |Челси – 3 (2004, 2005, 2009)
- Най-добър футболист в ФА Къп – 3 (2007, 2009, 2010)
- Най-добър футболист в Карлинг Къп – 2 (2005, 2007)
- Идеален отбор на годината на ПФА – 5 (2005, 2006, 2007, 2009, 2010)
- Идеален отбор на годината на ESM – 3 (2005, 2006, 2010)
- Идеален отбор на Европейско първенство – 1 (2004)
- Голмайстор на |Челси – 5 (2005, 2006, 2008, 2012, 2013)